# حكومة أيرلندا
حكومة أيرلندا (بالأيرلندية: Rialtas na hÉireann) هو مجلس الوزراء الذي يمارس السلطة التنفيذية في أيرلندا.

## حكومة أيرلندا الحالية
رَشَّحَ دويل أيرن ليو فرادكار ليكون تيشخًا للمرة الثانية في 17 ديسمبر 2022 وعينه الرئيس. اقترح فارادكار ترشيح أعضاء الحكومة، وبعد موافقة دويل أيرن على ترشيحهم، عُينوا من قبل الرئيس.